# Marion Loretta Reid
Marion Loretta Reid, CM, O.PEI (* 4. Januar 1929 in North Rustico, Prince Edward Island; † 22. Juni 2023 in Charlottetown, Prince Edward Island) war eine kanadische Politikerin. Von 1990 bis 1995 war sie Vizegouverneurin der Provinz Prince Edward Island.

## Leben
Reid ließ sich zur Lehrerin ausbilden und unterrichtete über zwanzig Jahre lang an verschiedenen Schulen. Daneben gehörte sie mehreren Kommissionen im Bildungsbereich an und war führendes Mitglied diverser wohltätiger Organisationen. Als Mitglied der Prince Edward Island Progressive Conservative Party kandidierte sie 1979 erfolgreich für einen Sitz in der Legislativversammlung. 1982 und 1986 gelang ihr jeweils die Wiederwahl. Im Jahr 1984 wurde sie als erste Frau überhaupt zum Speaker des Provinzparlaments gewählt. Generalgouverneur Ray Hnatyshyn vereidigte Reid am 16. August 1990 als erste Vizegouverneurin von Prince Edward Island. Dieses repräsentative Amt übte sie bis 30. August 1995 aus.
Marion Loretta Reid starb im Juni 2023 im Alter von 94 Jahren.